# 1965年岡比亞共和國公投
1965年11月24日，甘比亞舉行了是否成為共和國的公民投票。如果此次公民投票通過，甘比亞總統一職將取代伊莉莎白二世成為甘比亞的國家元首， 並取消甘比亞總督一職。
此次公民投票共有選民154,26人，有效選票93484張。65.85%的選民對該提案投了贊成票，但未能達到通過該提案所需的三分之二支持率。